# Балка Микольцова
Балка Микольцова, Микільцева — балка (річка) в Україні у Довжанському районі Луганської області. Ліва притока річки Нагольної (басейн Азовського моря).

## Опис
Довжина балки приблизно 7,70 км, найкоротша відстань між витоком і гирлом — 7,12  км, коефіцієнт звивистості річки — 1,0 . Формується декількома балками та загатами.

## Розташування
Бере початок на північно-східній околиці села Зеленопілля. Тече переважно на північний захід через село Мар'ївку і впадає у річку Нагольну, ліву притоку річки Міусу.

## Цікаві факти
- Від витоку балки на південно-західній стороні пролягає автошлях М03[3] (автомобільний шлях міжнародного значення на території України, Київ — Харків — кпп Довжанський (державний кордон з Росією).).
- У XX столітті на балці існували природне джерело, молочно-тваринні ферми (МТФ) та декілька газових свердловин[1].